# Orunia-Św. Wojciech-Lipce

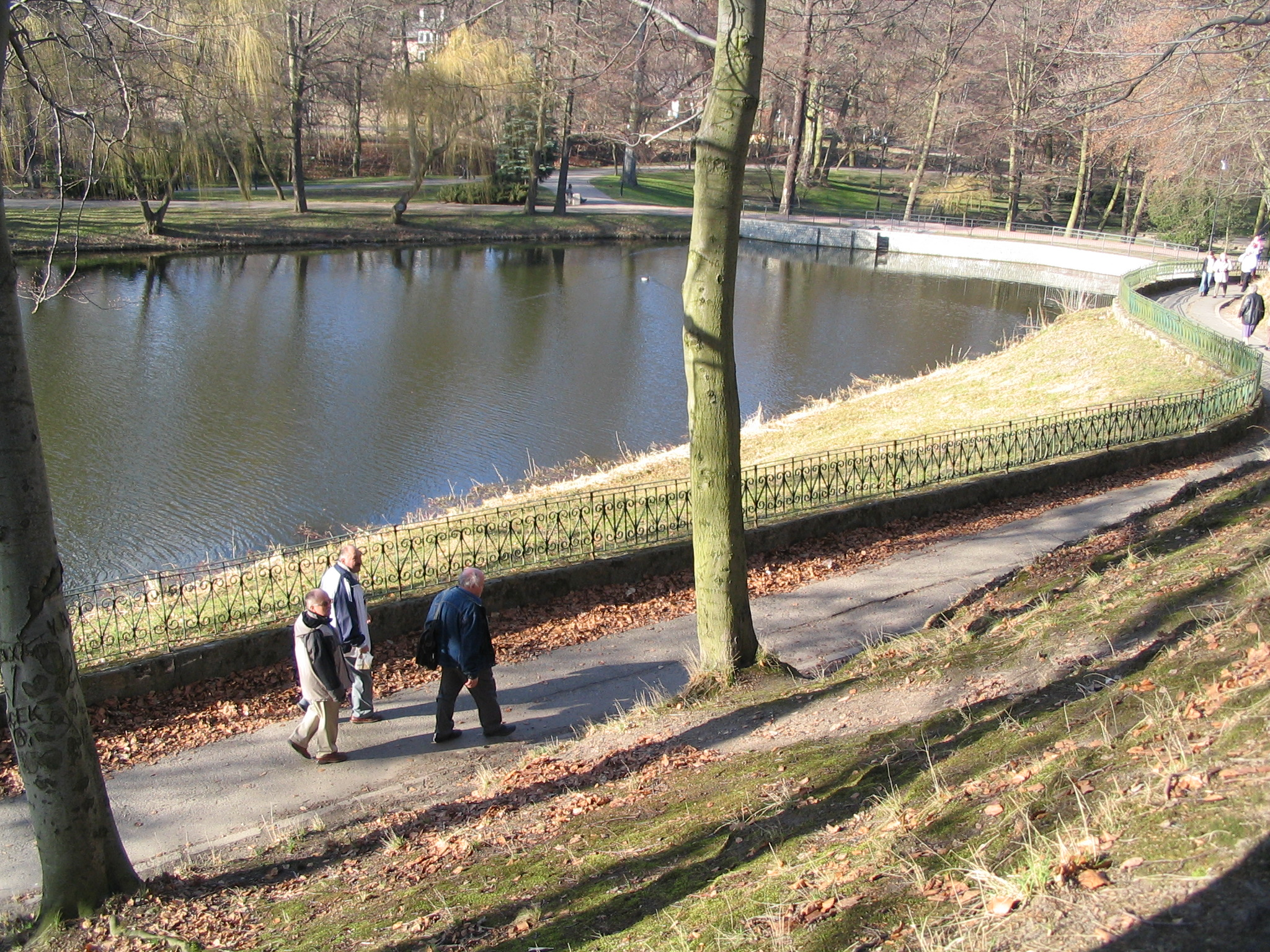
Parc d'Orunia.

Orunia-Św. Wojciech-Lipce est un arrondissement de Gdańsk situé au sud de la ville. Il compte 17 761 habitants.